# Manyi Kiss
Pour les articles homonymes, voir Kiss.
Dans le nom hongrois Manyi Kiss, le nom de famille précède le prénom, mais cet article utilise l’ordre habituel en français Kiss Manyi, où le prénom précède le nom.
Manyi Kiss, née le 12 mars 1911 à Magyarlóna, Autriche-Hongrie, aujourd'hui Luna de Sus, Cluj, Roumanie et morte le 29 mars 1971 à Budapest, République populaire de Hongrie, était une actrice hongroise.

## Biographie

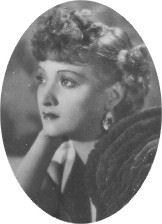
En 1929

Elle commença à jouer en 1926 à Cluj, puis à Miskolc et Szeged. En 1932, avec son mari italien, elle travailla quelque temps dans un cirque. Elle commença à jouer à Budapest en 1934, où on la vit, entre autres lieux, au Magyar Theatre (en), avant qu'en 1943, elle ne fisse ses premiers pas au Théâtre de la Gaieté, devenant l'une des artistes les plus courues du Budapest de cette époque, ce qui lui fut reproché après guerre.

## Galerie

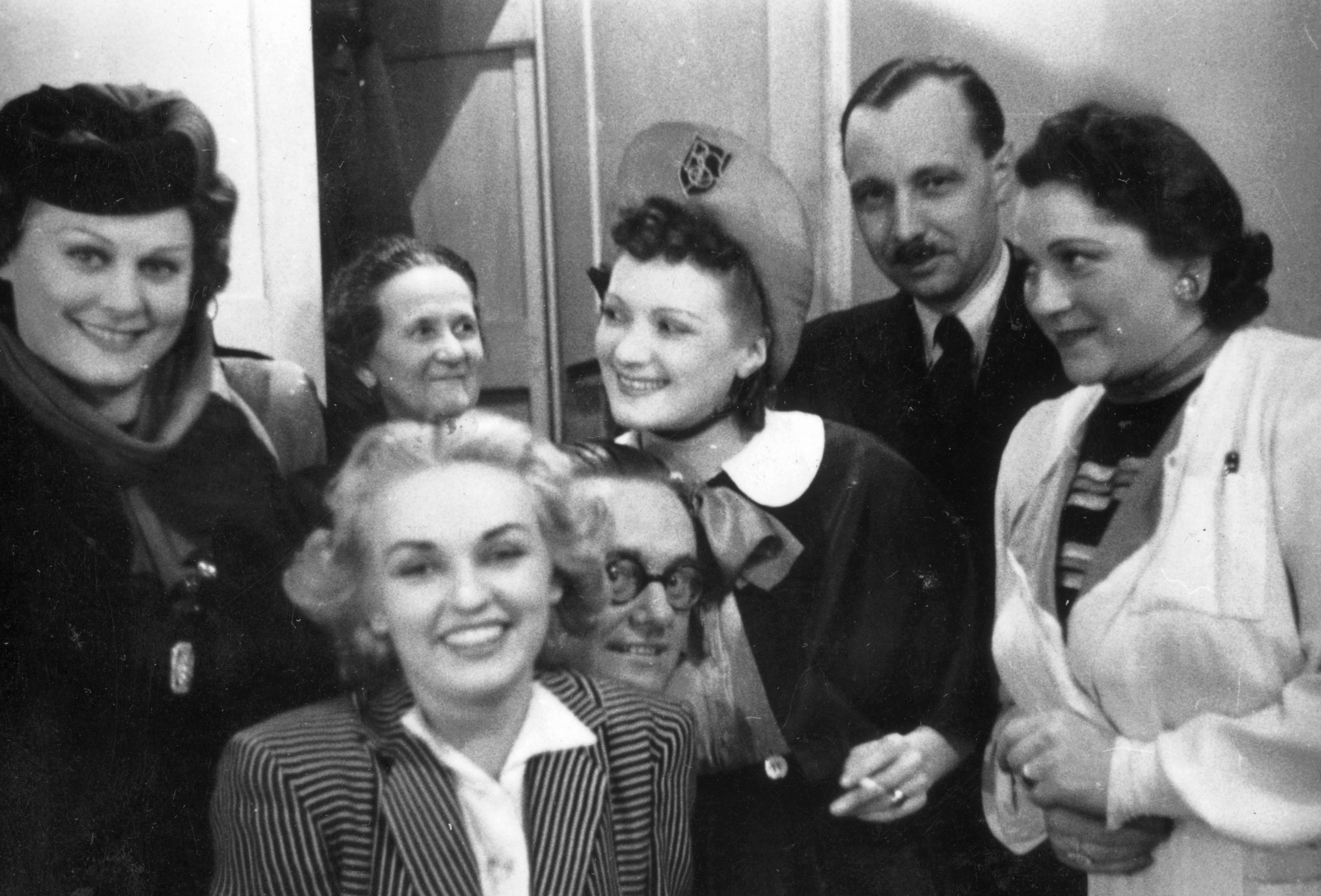
Avec Eisemann Mihály (hu), Marika Rökk, Déry Sári (hu), Ella Gombaszögi (en) en 1939
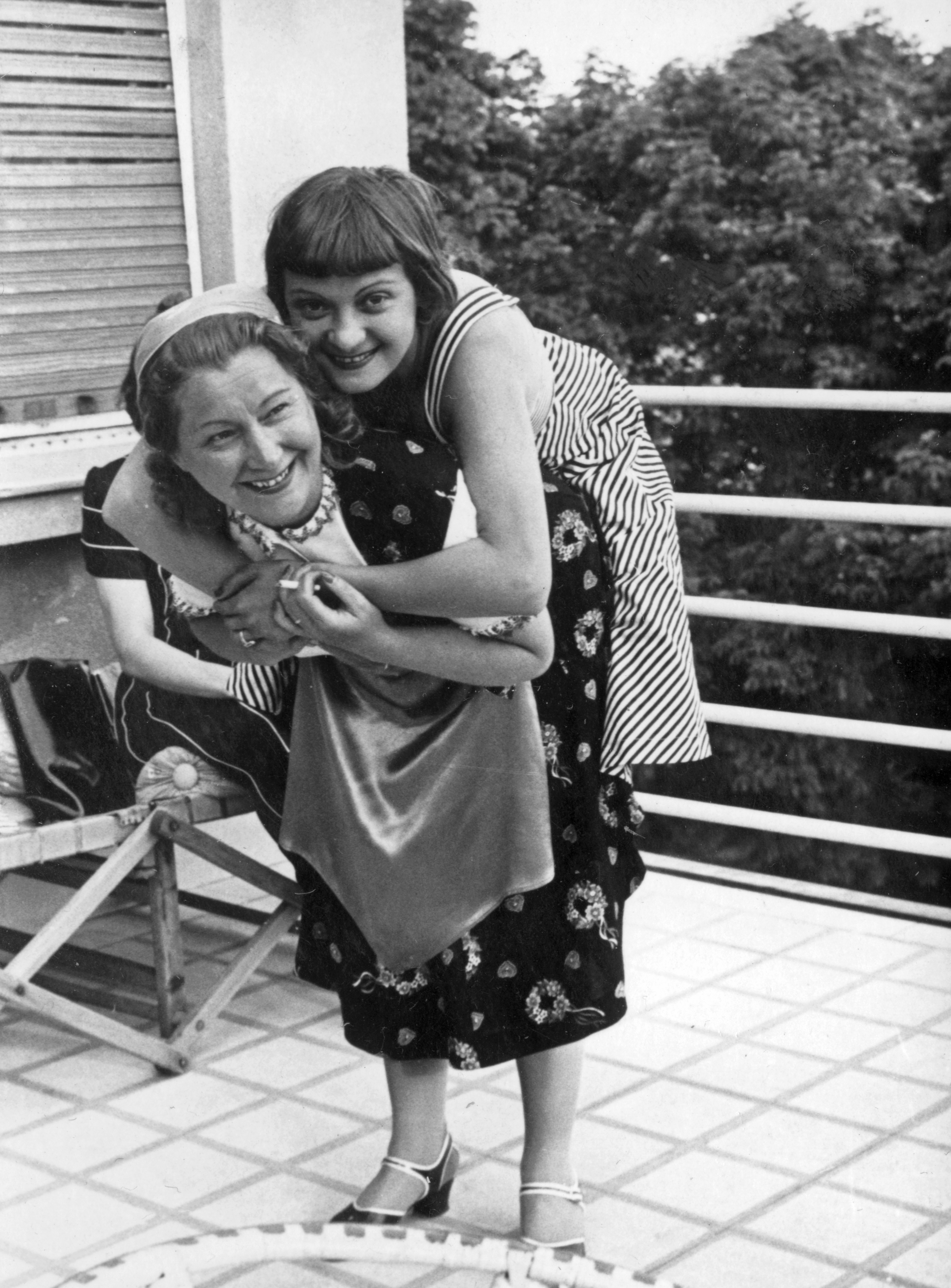
Manyi Kiss et Kováts Terus (hu) en 1940
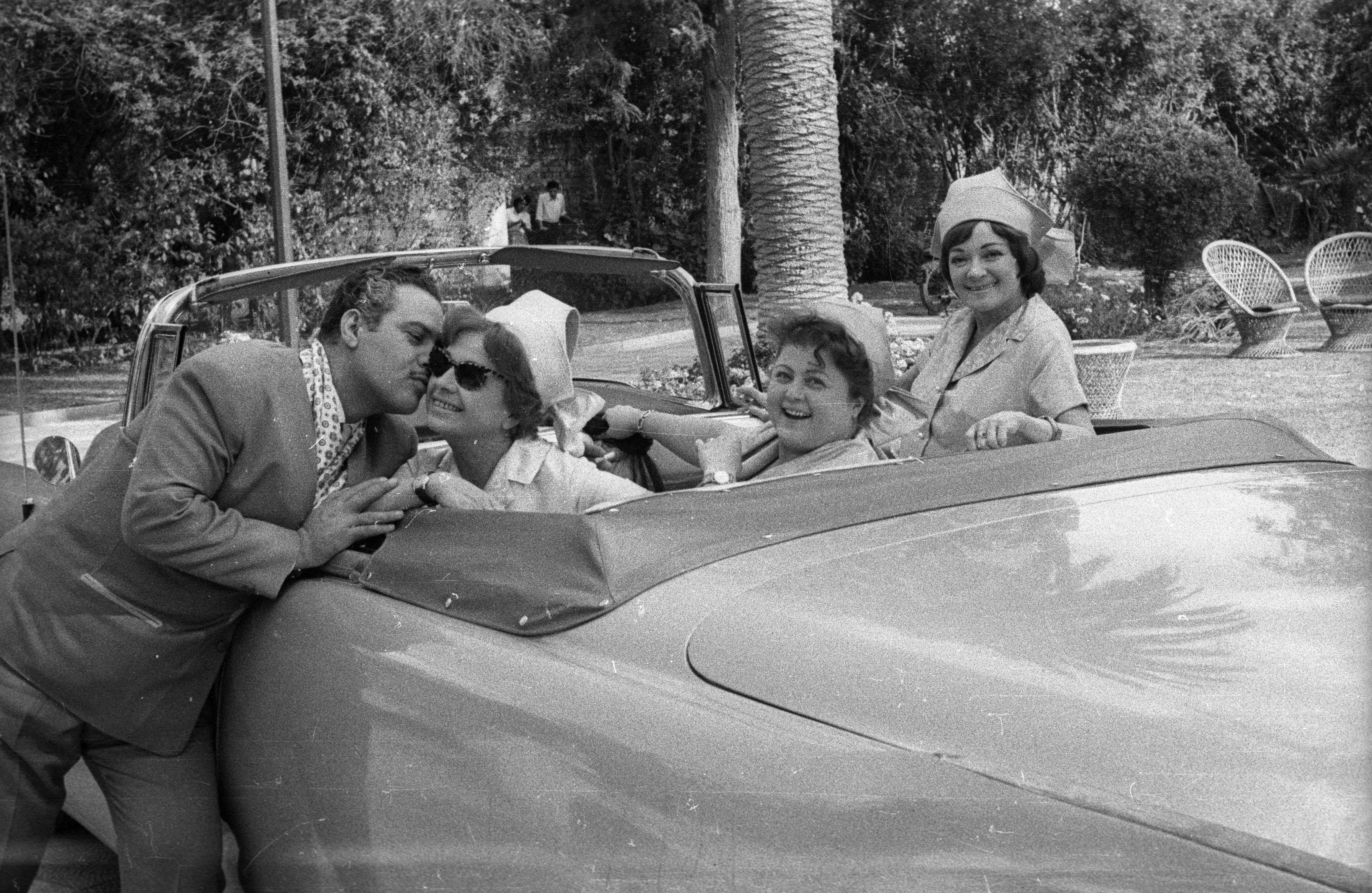
Avec Mária Mezey (ro) et Márta Fónay (eo) en 1962.
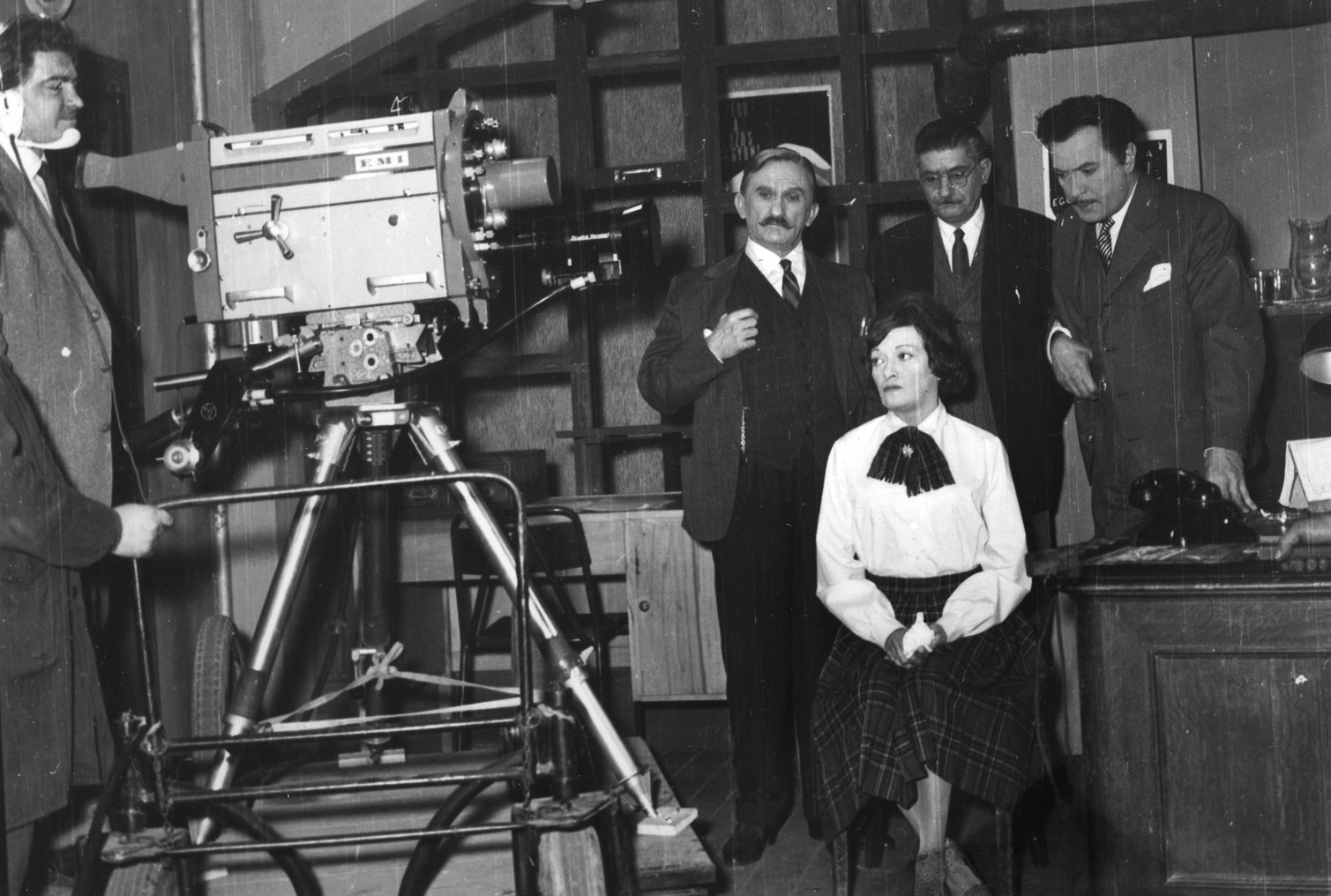
Avec János Rajz, Makláry János (hu) et Gyula Benkő en 1971

## Filmographie
- 1956 : Le Professeur Hannibal
- 1956 : Un petit carrousel de fête

## Récompenses
Elle a reçu le prix Mari Jászai et le prix Kossuth.